# Gare de Beau-Marais
Gare de Beau-Marais vasútállomás Franciaországban, Calais településen.

## Vasútvonalak
Az állomást az alábbi vasútvonalak érintik:
- Coudekerque-Branche–Fontinettes-vasútvonal

## Kapcsolódó állomások
A vasútállomáshoz az alábbi állomások vannak a legközelebb:
- Gare de Gravelines
- Gare des Fontinettes